# Luca Filippi
Luca Filippi (ur. 9 sierpnia 1985 w Savigliano) – włoski kierowca wyścigowy.

## Kariera

### Formuła Renault
Filippi karierę rozpoczął w roku 1994, od startów w kartingu. W 2003 roku przeszedł do wyścigów samochodów jednomiejscowych, debiutując we Włoskiej Formule Renault. Oprócz tego wziął udział w kilku wyścigach brytyjskiego cyklu (również w edycji zimowej). Sezon później zawody we włoskim cyklu zakończył na 3. miejscu, za Pastorem Maldonado i Kōhei Hirate. W latach 2003–2004 brał udział również w Europejskiej Formule Renault, jednakże bez sukcesu. W roku 2006 Filippi gościnnie wystąpił w mistrzostwach samochodów turystycznych – Eurocup Mégane Trophy.

### Włoska Formuła 3000/Auto GP
W roku 2005 sięgnął po tytuł mistrzowski, we Włoskiej Formule 3000. Reprezentował wówczas włoską stajnię Fisichella Motosport, należącą do kierowcy F1 Giancarlo Fisichelli. W tym samym roku po raz pierwszy wziął udział w testach Formuły 1, w stajni Minardi.
W sezonie 2010 powrócił do serii, która widniała pod szyldem Auto GP. Startując w zespole Super Nova Racing (opuścił tylko jedną rundę, na torze we Francji), trzykrotnie stanął na podium, z czego dwukrotnie na najwyższym stopniu (były to wyścigi rozpoczynające i kończące sezon). Ostatecznie Włoch został sklasyfikowany w ostatecznej klasyfikacji na 5. miejscu.

### International GT Open
W sezonie 2008 Luca zaliczył gościnny występ w wyścigach samochodów sportowych – International GT Open.

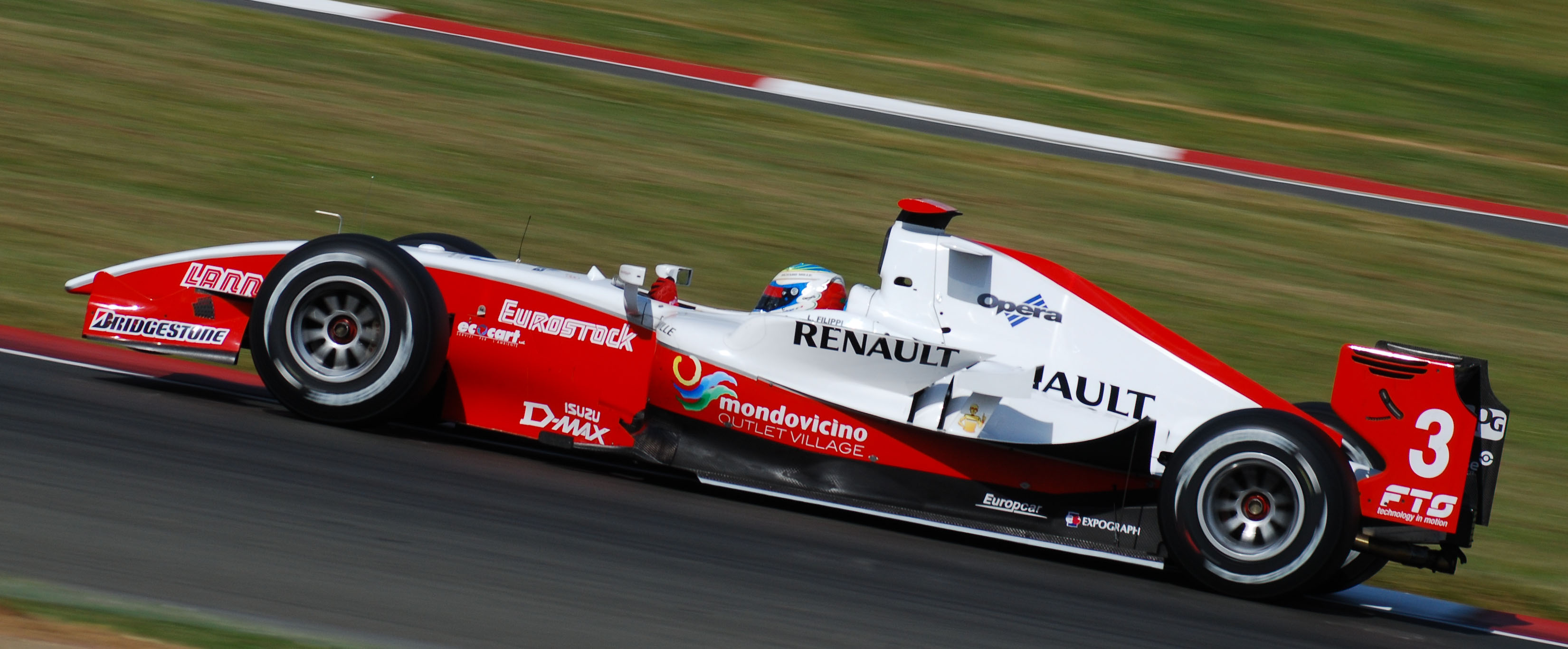
Luca Filippi kierujący bolid zespołu ART Grand Prix, podczas wyścigu GP2, na torze Silverstone, w 2008 roku

### Seria GP2
W sezonie 2006, awansował do bezpośredniego przedsionka Formuły 1 – serii GP2 – gdzie również reprezentował barwy FMS International. Po sześciu wyścigach, z których ukończył tylko dwie (w tym raz na punktowanej szóstej pozycji, w drugim wyścigu, na torze Imola), został zastąpiony przez swojego rodaka Giorgio Pantano. Po nieobecności w dwóch rundach, sezon zakończył w zespole BCN Competición. I w tej stajni raz ukończył zmagania na punktowanym miejscu, zajmując czwartą lokatę, w pierwszym wyścigu, na włoskim obiekcie Monza. Ostatecznie został sklasyfikowany na 19. pozycji, w końcowej klasyfikacji.

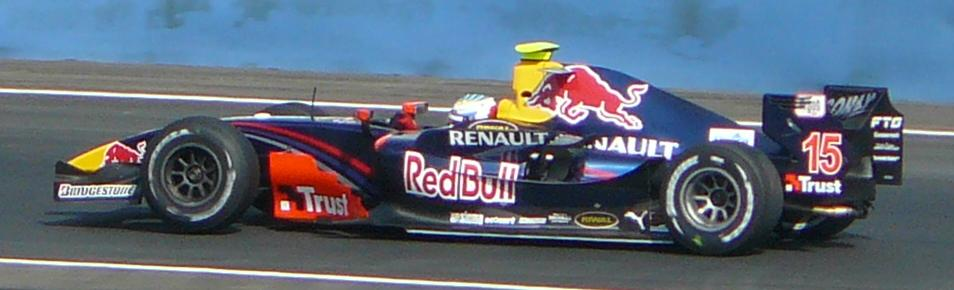
Luca Filippi kierujący bolid Arden International, podczas wyścigu GP2, na torze Valencia Street Circuit, w 2008 roku

Na drugi rok startów, przeniósł się do brytyjskiego zespołu Super Nova Racing. W ciągu całego sezonu, Włoch sześciokrotnie stawał na podium, w tym raz na najwyższym stopniu (miało to miejsce, w inaugurującym wyścigu, na torze Sakhir, gdzie wywalczył pole position). Uzyskane punkty pozwoliły Luce zająć w klasyfikacji generalnej 4. miejsce (uzyskał identyczną liczbę punktów, co rodak Pantano, jednakże przegrał gorszym bilansem zwycięstw).
Obiecujące rezultaty skłoniły szefostwo francuskiej stajni ART Grand Prix, do zatrudnienia Filippiego, w roli etatowego kierowcy, u boku Francuza Romaina Grosjeana. Pomimo sporych nadziei, sezon nie był udany dla Włocha, który tylko dwukrotnie dojechał na punktowanym miejscu (w tym raz stanął na podium, w drugim wyścigu we Francji). Jedną z głównych przyczyn słabych wyników, był konflikt Luci z zespołem, który posądzał o faworyzowanie Grosjeana. Ostatecznie po wyścigu w Wielkiej Brytanii, zerwał kontrakt z ekipą. Na resztę sezonu Filippi związał się z holenderskim zespołem Arden International, w której tylko raz udało mu się zdobyć punkty (ósme miejsce na torze w Walencji). Ostatecznie rywalizację ukończył, podobnie jak przed dwoma laty, na odległej 19. lokacie.
W roku Seria GP2 – sezon 2009 powrócił do brytyjskiej Super Nova. Mimo iż nie ukończył wielu wyścigów, sezon zakończył na przyzwoitym 5. miejscu, dzięki mocnej końcówce sezonu. W tym czasie Luca czterokrotnie mieścił w pierwszej trójce, z czego raz zwyciężył (wygrał ostatni wyścig sezonu, a dzień wcześniej zajął drugą pozycję, na debiutującym w kalendarzu portugalskim torze Algarve).
W sezonie Seria GP2 – sezon 2010 Włoch wziął udział w zaledwie pięciu wyścigach (ponownie w Super Nova Racing). Po punkty sięgnął dwukrotnie, zajmując odpowiednio piątą (w drugim wyścigu na Węgrzech) oraz szóstą lokatę (w pierwszym wyścigu w Belgii). Zdobyte punkty sklasyfikowały Filippiego na 20. miejscu w ogólnej punktacji.
W 2011 roku podpisał kontrakt z brytyjską stajnią na pełny sezon. Wyniki Włocha nie były jednak najlepsze. Filippi kilkakrotnie nie dojechał do mety, jedyne punkty zdobył na torze Monte Carlo, gdzie zajął trzecią i czwartą lokatę. Po rundzie w Wielkiej Brytanii odszedł z ekipy. Od eliminacji na Nürburgringu Luca reprezentował włoski zespół Scuderia Coloni. Już w pierwszym wyścigu sięgnął po zwycięstwo. Sukces powtórzył jeszcze w Belgii oraz we Włoszech (na podium zameldował się łącznie pięć razy). Dzięki świetnej postawie w ostatnich dwóch rundach, Włoch został wicemistrzem serii, o zaledwie jeden punkt wyprzedzając Francuza Jules’a Bianchi’ego.

### Azjatycka Seria GP2
Oprócz startów w głównej serii, Luca brał udział również w Azjatyckiej serii GP2, odbywającej się w przerwie zimowej.
W pierwszym sezonie, startując w malezyjskiej stajni Qi-Meritus Mahara, jedyne punkty zdobył w inauguracyjnym wyścigu w Dubaju. Ostatecznie ukończył sezon na 17. miejscu, w końcowej klasyfikacji.
Drugi rok startów rozpoczął od dwóch nieukończonych wyścigów, w Szanghaju, w bankrutującej ekipie BCN Competición. Były to też ostatnie wyścigi, do których Włoch został w tym sezonie zgłoszony. Po przejęciu japońskiego zespołu przez Tiago Monteiro i przemianowaniu go na Ocean Racing Technology, Filippi został zastąpiony przez Holendra Yelmera Buurmana.
Na sezon 2009/2010, Luca ponownie związał się z malezyjską ekipą. Był to udany start dla Włocha, który został wicemistrzem serii. W ciągu ośmiu wyścigów, trzykrotnie stanął na podium. Najlepiej spisał się w sobotnim wyścigu na torze Sakhir, gdzie sięgnął po hat-ricka.
W roku 2011 wziął udział w jednej z dwóch rozegranych eliminacji tego cyklu. Reprezentując Super Nova Racing na włoskim torze Imola, zmagania zakończył jednak poza punktowanymi pozycjami.

### Statystyki
| Sezon | Seria               | Zespół                                 | Wyścigi          | PP               | Zwycięstwa       | Podium           | Punkty           | Poz. koń.        |
| ----- | ------------------- | -------------------------------------- | ---------------- | ---------------- | ---------------- | ---------------- | ---------------- | ---------------- |
| 2005  | Włoska Formuła 3000 | Fisichella Motor Sport                 | 8                | 4                | 4                | 6                | 65               | 1                |
| 2006  | Seria GP2           | Fisichella Motor Sport BCN Competición | 18               | 0                | 0                | 0                | 7                | 19               |
| 2007  | Seria GP2           | Super Nova Racing                      | 21               | 2                | 1                | 6                | 59               | 4                |
| 2008  | Formuła 1           | Honda                                  | Kierowca testowy | Kierowca testowy | Kierowca testowy | Kierowca testowy | Kierowca testowy | Kierowca testowy |
| 2008  | Azjatycka Seria GP2 | Qi-Meritus Mahara                      | 10               | 0                | 0                | 0                | 4                | 17               |
| 2008  | Seria GP2           | ART Grand Prix Arden International     | 21               | 0                | 0                | 1                | 6                | 19               |
| 2009  | Azjatycka Seria GP2 | BCN Competición                        | 2                | 0                | 0                | 0                | 0                | NS               |
| 2009  | Seria GP2           | Super Nova Racing                      | 21               | 1                | 0                | 4                | 40               | 5                |
| 2010  | Azjatycka Seria GP2 | MalaysiaQi-Meritus.com                 | 8                | 1                | 1                | 3                | 39               | 2                |
| 2010  | Seria GP2           | Super Nova Racing                      | 10               | 1                | 0                | 0                | 5                | 20               |
| 2010  | Auto GP             | Euronova Racing                        | 10               | 2                | 1                | 3                | 34               | 5                |
| 2011  | Azjatycka Seria GP2 | Scuderia Coloni                        | 2                | 0                | 0                | 0                | 0                | 20               |
| 2011  | Seria GP2           | Super Nova Racing                      | 10               | 0                | 0                | 1                | 9                | 2                |
| 2011  | Seria GP2           | Scuderia Coloni                        | 8                | 0                | 3                | 4                | 45               | 2                |
| 2011  | Auto GP             | Super Nova Racing                      | 12               | 1                | 1                | 6                | 127              | 2                |
| 2012  | Seria GP2           | Scuderia Coloni                        | 4                | 1                | 1                | 1                | 29               | 16               |

## Wyniki w GP2
| Legenda oznaczeń w tabelach wyników Wyświetl szablon na nowej stronie | Legenda oznaczeń w tabelach wyników Wyświetl szablon na nowej stronie                                                                     |
| Oznaczenie                                                            | Wyjaśnienie |
| --------------------------------------------------------------------- | --- |
| Złoty                                                                 | Zwycięzca lub mistrzostwo |
| Srebrny                                                               | 2. miejsce lub wicemistrzostwo |
| Brązowy                                                               | 3. miejsce lub II wicemistrzostwo |
| Zielony                                                               | Ukończył, punktował (w klasyfikacji generalnej, gdy zdobył co najmniej jeden punkt na przestrzeni sezonu, poza trzema powyższymi opcjami) |
| Niebieski                                                             | Ukończył, nie punktował (w klasyfikacji generalnej, gdy nie zdobył co najmniej jednego punktu na przestrzeni sezonu)                      |
| Czerwony                                                              | Nie zakwalifikował się (NZ) |
| Czerwony                                                              | Nie prekwalifikował się (NPK) |
| Różowy                                                                | Nie ukończył (NU) |
| Różowy                                                                | Niesklasyfikowany (NS) (w klasyfikacji generalnej, gdy nie został sklasyfikowany w żadnym wyścigu sezonu)                                 |
| Czarny                                                                | Zdyskwalifikowany (DK) |
| Czarny                                                                | Wykluczony (WYK/EX) |
| Biały                                                                 | Nie wystartował (NW) |
| Biały                                                                 | Kontuzjowany (K/INJ) |
| Biały                                                                 | Wyścig odwołany (OD/C) |
| Bez koloru                                                            | Został wycofany (WYC/WD) |
| Bez koloru                                                            | Nie przybył (NP/DNA) |
| Bez koloru                                                            | Nie brał udziału w treningach (NT/DNP) |
| Bez koloru                                                            | Nie został zgłoszony (–) |
| Pogrubienie                                                           | Start z pole position |
| Kursywa                                                               | Najszybsze okrążenie wyścigu |
| †                                                                     | Nie ukończył, ale jego rezultat został zaliczony ze względu na przejechanie więcej niż 90% dystansu wyścigu.                              |
| *                                                                     | Sezon w trakcie |
| 1/2/3                                                                 | Punktowana pozycja w sprincie kwalifikacyjnym                                                                                             |
| Lista systemów punktacji Formuły 1                                    | |

| Rok  | Zespół                         | Wyniki w poszczególnych eliminacjach | Wyniki w poszczególnych eliminacjach | Wyniki w poszczególnych eliminacjach | Wyniki w poszczególnych eliminacjach | Wyniki w poszczególnych eliminacjach | Wyniki w poszczególnych eliminacjach | Wyniki w poszczególnych eliminacjach | Wyniki w poszczególnych eliminacjach | Wyniki w poszczególnych eliminacjach | Wyniki w poszczególnych eliminacjach | Wyniki w poszczególnych eliminacjach | Wyniki w poszczególnych eliminacjach | Wyniki w poszczególnych eliminacjach | Wyniki w poszczególnych eliminacjach | Wyniki w poszczególnych eliminacjach | Wyniki w poszczególnych eliminacjach | Wyniki w poszczególnych eliminacjach | Wyniki w poszczególnych eliminacjach | Wyniki w poszczególnych eliminacjach | Wyniki w poszczególnych eliminacjach | Wyniki w poszczególnych eliminacjach | Wyniki w poszczególnych eliminacjach | Wyniki w poszczególnych eliminacjach | Wyniki w poszczególnych eliminacjach | Punkty | Pozycja |
| ---- | ------------------------------ | ------------------------------------ | ------------------------------------ | ------------------------------------ | ------------------------------------ | ------------------------------------ | ------------------------------------ | ------------------------------------ | ------------------------------------ | ------------------------------------ | ------------------------------------ | ------------------------------------ | ------------------------------------ | ------------------------------------ | ------------------------------------ | ------------------------------------ | ------------------------------------ | ------------------------------------ | ------------------------------------ | ------------------------------------ | ------------------------------------ | ------------------------------------ | ------------------------------------ | ------------------------------------ | ------------------------------------ | ------ | ------- |
| 2006 |                                | VAL                                  | VAL                                  | SMR                                  | SMR                                  | NÜR                                  | NÜR                                  | ESP                                  | ESP                                  | MON                                  | GBR                                  | GBR                                  | FRA                                  | FRA                                  | HOC                                  | HOC                                  | HUN                                  | HUN                                  | TUR                                  | TUR                                  | ITA                                  | ITA                                  |                                      |                                      |                                      | 7      | 19      |
| 2006 | Petrol Ofisi FMS International | NU                                   | NU                                   | 11                                   | 5                                    | NU                                   | NU                                   | –                                    | –                                    | –                                    | –                                    | –                                    | –                                    | –                                    | –                                    | –                                    | –                                    | –                                    | –                                    | –                                    | –                                    | –                                    |                                      |                                      |                                      | 7      | 19      |
| 2006 | BCN Competition                | –                                    | –                                    | –                                    | –                                    | –                                    | –                                    | –                                    | –                                    | –                                    | NU                                   | 9                                    | NU                                   | NU                                   | 21                                   | 16                                   | 12                                   | NU                                   | 10                                   | NU                                   | 4                                    | 7                                    |                                      |                                      |                                      | 7      | 19      |
| 2007 | Super Nova Racing              | BHR                                  | BHR                                  | ESP                                  | ESP                                  | MON                                  | FRA                                  | FRA                                  | GBR                                  | GBR                                  | DEU                                  | DEU                                  | HUN                                  | HUN                                  | TUR                                  | TUR                                  | ITA                                  | ITA                                  | BEL                                  | BEL                                  | VAL                                  | VAL                                  |                                      |                                      |                                      | 59     | 4       |
| 2007 | Super Nova Racing              | 1                                    | 3                                    | NU                                   | 11                                   | 4                                    | 4                                    | 2                                    | 5                                    | 7                                    | NU                                   | NU                                   | NU                                   | 16                                   | NU                                   | 7                                    | 2                                    | 2                                    | 2                                    | 7                                    | 18                                   | 6                                    |                                      |                                      |                                      | 59     | 4       |
| 2008 |                                | ESP                                  | ESP                                  | TUR                                  | TUR                                  | MON                                  | MON                                  | FRA                                  | FRA                                  | GBR                                  | GBR                                  | DEU                                  | DEU                                  | HUN                                  | HUN                                  | VAL                                  | VAL                                  | BEL                                  | BEL                                  | ITA                                  | ITA                                  |                                      |                                      |                                      |                                      | 6      | 19      |
| 2008 | ART Grand Prix                 | 11                                   | NU                                   | 16                                   | 14                                   | NU                                   | 12                                   | 10                                   | 3                                    | 8                                    | NU                                   | –                                    | –                                    | –                                    | –                                    | –                                    | –                                    | –                                    | –                                    | –                                    | –                                    |                                      |                                      |                                      |                                      | 6      | 19      |
| 2008 | Trust Team Arden               | –                                    | –                                    | –                                    | –                                    | –                                    | –                                    | –                                    | –                                    | –                                    | –                                    | NU                                   | NU                                   | 15                                   | NS                                   | 8                                    | 13                                   | 19                                   | NU                                   | 16                                   | NU                                   |                                      |                                      |                                      |                                      | 6      | 19      |
| 2009 | Super Nova Racing              | ESP                                  | ESP                                  | MON                                  | MON                                  | TUR                                  | TUR                                  | GBR                                  | GBR                                  | DEU                                  | DEU                                  | HUN                                  | HUN                                  | VAL                                  | VAL                                  | BEL                                  | BEL                                  | ITA                                  | ITA                                  | POR                                  | POR                                  |                                      |                                      |                                      |                                      | 40     | 5       |
| 2009 | Super Nova Racing              | 4                                    | 7                                    | NU                                   | NS                                   | 2                                    | NU                                   | 14                                   | 16                                   | NU                                   | 18                                   | 6                                    | 2                                    | 7                                    | NU                                   | NU                                   | NU                                   | NU                                   | NU                                   | 2                                    | 1                                    |                                      |                                      |                                      |                                      | 40     | 5       |
| 2010 | Super Nova Racing              | ESP                                  | ESP                                  | MON                                  | MON                                  | TUR                                  | TUR                                  | VAL                                  | VAL                                  | GBR                                  | GBR                                  | DEU                                  | DEU                                  | HUN                                  | HUN                                  | BEL                                  | BEL                                  | ITA                                  | ITA                                  | ARE                                  | ARE                                  |                                      |                                      |                                      |                                      | 5      | 20      |
| 2010 | Super Nova Racing              | –                                    | –                                    | –                                    | –                                    | –                                    | –                                    | –                                    | –                                    | 20                                   | 9                                    | 10                                   | 7                                    | 14                                   | 6                                    | 5                                    | NU                                   | NU                                   | 14                                   | –                                    | –                                    |                                      |                                      |                                      |                                      | 5      | 20      |
| 2011 |                                | TUR                                  | TUR                                  | ESP                                  | ESP                                  | MON                                  | MON                                  | VAL                                  | VAL                                  | GBR                                  | GBR                                  | DEU                                  | DEU                                  | HUN                                  | HUN                                  | BEL                                  | BEL                                  | ITA                                  | ITA                                  |                                      |                                      |                                      |                                      |                                      |                                      | 54     | 2       |
| 2011 | Super Nova Racing              | NU                                   | 14                                   | NU                                   | NU                                   | 3                                    | 4                                    | NU                                   | 15                                   | 14                                   | 12                                   | –                                    | –                                    | –                                    | –                                    | –                                    | –                                    | –                                    | –                                    |                                      |                                      |                                      |                                      |                                      |                                      | 54     | 2       |
| 2011 | Scuderia Coloni                | –                                    | –                                    | –                                    | –                                    | –                                    | –                                    | –                                    | –                                    | –                                    | –                                    | 1                                    | 3                                    | 6                                    | NU                                   | 4                                    | 1                                    | 1                                    | 5                                    |                                      |                                      |                                      |                                      |                                      |                                      | 54     | 2       |
| 2012 | Scuderia Coloni                | MAL                                  | MAL                                  | BHR                                  | BHR                                  | BHR                                  | BHR                                  | ESP                                  | ESP                                  | MON                                  | MON                                  | VAL                                  | VAL                                  | GBR                                  | GBR                                  | DEU                                  | DEU                                  | HUN                                  | HUN                                  | BEL                                  | BEL                                  | ITA                                  | ITA                                  | SIN                                  | SIN                                  | 29     | 16      |
| 2012 | Scuderia Coloni                | –                                    | –                                    | –                                    | –                                    | –                                    | –                                    | –                                    | –                                    | –                                    | –                                    | –                                    | –                                    | –                                    | –                                    | –                                    | –                                    | –                                    | –                                    | –                                    | –                                    | 1                                    | 22                                   | NU                                   | NW                                   | 29     | 16      |

## Wyniki w Azjatyckiej Serii GP2
| Legenda oznaczeń w tabelach wyników Wyświetl szablon na nowej stronie | Legenda oznaczeń w tabelach wyników Wyświetl szablon na nowej stronie                                                                     |
| Oznaczenie                                                            | Wyjaśnienie |
| --------------------------------------------------------------------- | --- |
| Złoty                                                                 | Zwycięzca lub mistrzostwo |
| Srebrny                                                               | 2. miejsce lub wicemistrzostwo |
| Brązowy                                                               | 3. miejsce lub II wicemistrzostwo |
| Zielony                                                               | Ukończył, punktował (w klasyfikacji generalnej, gdy zdobył co najmniej jeden punkt na przestrzeni sezonu, poza trzema powyższymi opcjami) |
| Niebieski                                                             | Ukończył, nie punktował (w klasyfikacji generalnej, gdy nie zdobył co najmniej jednego punktu na przestrzeni sezonu)                      |
| Czerwony                                                              | Nie zakwalifikował się (NZ) |
| Czerwony                                                              | Nie prekwalifikował się (NPK) |
| Różowy                                                                | Nie ukończył (NU) |
| Różowy                                                                | Niesklasyfikowany (NS) (w klasyfikacji generalnej, gdy nie został sklasyfikowany w żadnym wyścigu sezonu)                                 |
| Czarny                                                                | Zdyskwalifikowany (DK) |
| Czarny                                                                | Wykluczony (WYK/EX) |
| Biały                                                                 | Nie wystartował (NW) |
| Biały                                                                 | Kontuzjowany (K/INJ) |
| Biały                                                                 | Wyścig odwołany (OD/C) |
| Bez koloru                                                            | Został wycofany (WYC/WD) |
| Bez koloru                                                            | Nie przybył (NP/DNA) |
| Bez koloru                                                            | Nie brał udziału w treningach (NT/DNP) |
| Bez koloru                                                            | Nie został zgłoszony (–) |
| Pogrubienie                                                           | Start z pole position |
| Kursywa                                                               | Najszybsze okrążenie wyścigu |
| †                                                                     | Nie ukończył, ale jego rezultat został zaliczony ze względu na przejechanie więcej niż 90% dystansu wyścigu.                              |
| *                                                                     | Sezon w trakcie |
| 1/2/3                                                                 | Punktowana pozycja w sprincie kwalifikacyjnym                                                                                             |
| Lista systemów punktacji Formuły 1                                    | |

| Rok       | Zespół                                  | Wyniki w poszczególnych eliminacjach | Wyniki w poszczególnych eliminacjach | Wyniki w poszczególnych eliminacjach | Wyniki w poszczególnych eliminacjach | Wyniki w poszczególnych eliminacjach | Wyniki w poszczególnych eliminacjach | Wyniki w poszczególnych eliminacjach | Wyniki w poszczególnych eliminacjach | Wyniki w poszczególnych eliminacjach | Wyniki w poszczególnych eliminacjach | Wyniki w poszczególnych eliminacjach | Punkty | Pozycja |
| --------- | --------------------------------------- | ------------------------------------ | ------------------------------------ | ------------------------------------ | ------------------------------------ | ------------------------------------ | ------------------------------------ | ------------------------------------ | ------------------------------------ | ------------------------------------ | ------------------------------------ | ------------------------------------ | ------ | ------- |
| 2008      | Qi-Meritus Mahara                       | ARE                                  | ARE                                  | IDN                                  | IDN                                  | MAL                                  | MAL                                  | BHR                                  | BHR                                  | ARE                                  | ARE                                  |                                      | 4      | 17      |
| 2008      | Qi-Meritus Mahara                       | 5                                    | NU                                   | DK                                   | 21                                   | NU                                   | NU                                   | NU                                   | 11                                   | 12                                   | NU                                   |                                      | 4      | 17      |
| 2008/2009 | BCN Competición Ocean Racing Technology | CHN                                  | CHN                                  | ARE                                  | BHR                                  | BHR                                  | QAT                                  | QAT                                  | MAL                                  | MAL                                  | BHR                                  | BHR                                  | 0      | NS      |
| 2008/2009 | BCN Competición Ocean Racing Technology | NU                                   | NU                                   | –                                    | –                                    | –                                    | –                                    | –                                    | –                                    | –                                    | –                                    | –                                    | 0      | NS      |
| 2009/2010 | MalaysiaQi-Meritus.com                  | ARE                                  | ARE                                  | ARE                                  | ARE                                  | BHR                                  | BHR                                  | BHR                                  | BHR                                  |                                      |                                      |                                      | 29     | 2       |
| 2009/2010 | MalaysiaQi-Meritus.com                  | 2                                    | 8                                    | 14†                                  | 17                                   | 2                                    | 18                                   | 1                                    | 8                                    |                                      |                                      |                                      | 29     | 2       |
| 2011      | Scuderia Coloni                         | ARE                                  | ARE                                  | ITA                                  | ITA                                  |                                      |                                      |                                      |                                      |                                      |                                      |                                      | 0      | 20      |
| 2011      | Scuderia Coloni                         | –                                    | –                                    | 22                                   | 10                                   |                                      |                                      |                                      |                                      |                                      |                                      |                                      | 0      | 20      |